# Joseph Miroslav Weber
Joseph Miroslav Weber   (Praga, 9 de novembre de 1854 - Múnic, 1 de gener de 1906) fou un compositor, violinista i organista txec.

## Biografia
Weber va estudiar violí i orgue a la seva Praga natal. El seu primer treball va ser a la capella de la cort de Sondershausen el 1873. Dos anys més tard, el 1875, es va convertir en mestre de concerts a Darmstadt. Una altra etapa de la seva carrera va ser la capella real de Wiesbaden el 1883, on va exercir de director musical des de 1889 fins a passar a l'Orquestra de la Cort de Múnic el 1894. Des del 1901 va ocupar el càrrec de primer director de concert.
El 1898 va guanyar el primer premi en un concurs de la Societat de Música de Cambra de Praga pel seu quintet de corda en D major per a dos violins, viola i dos cèl·lules.

## Obres
- Música de cambra
- Suite d'orquestra
- Concert per a violí en re menor
- "Pera "El nou Mamsell" (òpera en tres actes)